# August David Krohn
August David Krohn, russisch Август Давид Крон, (* 11. August 1803 in Sankt Petersburg; † 24. Februar 1891 in Bonn) war ein deutsch-russischer Zoologe (Meeresbiologie), Anatom und Embryologe.
Krohn war der Sohn eines deutschen Einwanderers in Russland aus Rügen (Abraham Krohn, 1766–1827), der in Sankt Petersburg als Bäcker-Gehilfe anfing, die Gunst von Katharina der Großen erhielt, die erste russische Brauerei für Bier im englischen Stil gründete und sehr wohlhabend wurde. Seine Mutter war Elisabeth Balzer (1770–1837). Krohn besuchte die Petrischule in Sankt Petersburg und studierte an der Universität Göttingen, an der er 1826 in Medizin promoviert wurde mit einer Dissertation über Augenheilkunde (De iridodialysis operatione instrumentisque in ea adhibendis). Danach ging er wieder nach Sankt Petersburg und arbeitete als Arzt, kehrte aber 1835 über Hamburg nach Bonn zurück, wo er an der Universität wirkte. Er war dort Professor für Medizin. In den 1870er Jahren erblindete er und musste seine wissenschaftliche Tätigkeit aufgeben. Im Jahr 1835 wurde er zum Mitglied der Leopoldina gewählt.
Er sammelte 1851 an der Adria (Triest) mit Carl Gegenbaur und Michael Sars, den er auch in Norwegen besuchte. 1855/56 und 1858 war er auf Madeira. 1832 war er das erste Mal in Neapel und viele weitere Aufenthalte folgten. Ab 1840 verbrachte er regelmäßig die Winter im Süden (Neapel, Messina, Nizza, Madeira, Teneriffa), möglicherweise aus Gesundheitsgründen. Den Rest des Jahres war er in Paris oder Bonn. In Italien knüpfte er unter anderem freundschaftliche Kontakte zu Rudolph Amandus Philippi und Franz Hermann Troschel.
Krohn veröffentlichte ab 1834 über 80 Arbeiten in Zoologie, ab 1839 vor allem über Anatomie, Vermehrung und Entwicklung von marinen Wirbellosen. Im Jahr 1842 hatte er bei Cephalopoden das Sehpurpur beobachtet, welches 1876/1877 von Franz Boll entdeckt und in seiner Bedeutung erkannt wurde.
Von ihm stammen wichtige Arbeiten über Manteltiere und Pfeilwürmer (Chaetognathen). Die Pfeilwurm-Familie Eukrohniidae ist nach ihm benannt und die frei schwimmende marine Gastropode Cliopsis krohnii (Ruderschnecke). Er korrespondierte mit Charles Darwin und korrigierte 1859  einige anatomische Fehler bei Rankenfußkrebsen von Darwin. Er erstbeschrieb und klassifizierte Rhombozoa (Rautentiere).
Er war der Onkel von Julius Krohn. Krohn war nie verheiratet und hatte keine Kinder.